# 布伦茨河畔松特海姆
布伦茨河畔松特海姆（德語：Sontheim an der Brenz）是德国巴登-符腾堡州的一个市镇。总面积28.92平方公里，总人口5500人，其中男性2796人，女性2704人（2011年12月31日），人口密度190人/平方公里。

## 友好城市
- 法國 科地区圣瓦勒里